# 広島三育学院小学校・幼稚園
広島三育学院小学校・幼稚園（ひろしまさんいくがくいんしょうがっこう・ようちえん）は、広島県広島市中区に所在する私立小学校・幼稚園。 校長は落合均。
プロテスタントのセブンスデー・アドベンチスト教会 の理念をもとに設立されており、三育学院短期大学、広島三育学院高等学校・中学校・大和小学校などと同系。

## 沿革
- 1953年（昭和28年） - 幼稚園開園 （初代園長：世並正次、教員3名、園児78名）。
- 1956年（昭和31年）4月10日 - 小学校開校 （初代校長：川井英一、教員1名、児童16名）

## 校訓
「だから、何事でも人々からしてほしいと望むことは人々にもそのとおりにせよ」 
（マタイによる福音書7章12節）

## 教育方針
- 知育 （個性尊重の教えが能力を最大限に伸長　創造性豊かな児童を育む）
- 徳育 （善い行いができるように優しい愛の心を育む）
- 体育 （他者への奉仕を支える健やかな体力づくり）

## 著名な出身者
- 尾畑園子 （第36期卒、女優）
- 佐伯三貴 （第39期卒、プロゴルファー）
- 山田幹子 （第42期卒、チェロ奏者）